# Парыкинский сельсовет
Парыкинский сельсовет — упразднённая административно-территориальная единица, существовавшая на территории Московской губернии и Московской области до 1954 года.
Парыкинский сельсовет был образован в первые годы советской власти. По данным 1923 года он входил в состав Починковской волости Егорьевского уезда Московской губернии.
В 1925 году к Парыкинскому с/с был присоединён Рахмановский с/с, но уже 16 ноября 1926 года он был выделен обратно.
По данным 1926 года сельсовет включал село Владычино, деревни Митяково, Парыкино, Рахманово, Сидоровское и Тимоново, а также лесная сторожка.
В 1929 году Парыкинский с/с был отнесён к Егорьевскому району Орехово-Зуевского округа Московской области. 
17 июля 1939 года к Парыкинскому с/с был присоединён Рахмановский с/с (селения Митяки и Рахманово).
14 июня 1954 года Парыкинский с/с был упразднён. При этом его территория была передана в Подрядниковский с/с.